# أكوديم تاغزوت (تاغزوت)
أكوديم تاغزوت هو دُوَّار يقع بجماعة تاغزوت ن آيت عطا، إقليم تنغير، جهة درعة تافيلالت في المملكة المغربية. ينتمي الدوّار لمشيخة تاغزوت التي تضم دوارين. يقدر عدد سكانه بـ 1369 نسمة حسب الإحصاء الرسمي للسكان والسكنى لسنة 2004.

## روابط خارجية
- البوابة الوطنية للجماعات الترابية
- المندوبية السامية للتخطيط